# تیراندازی پارتی

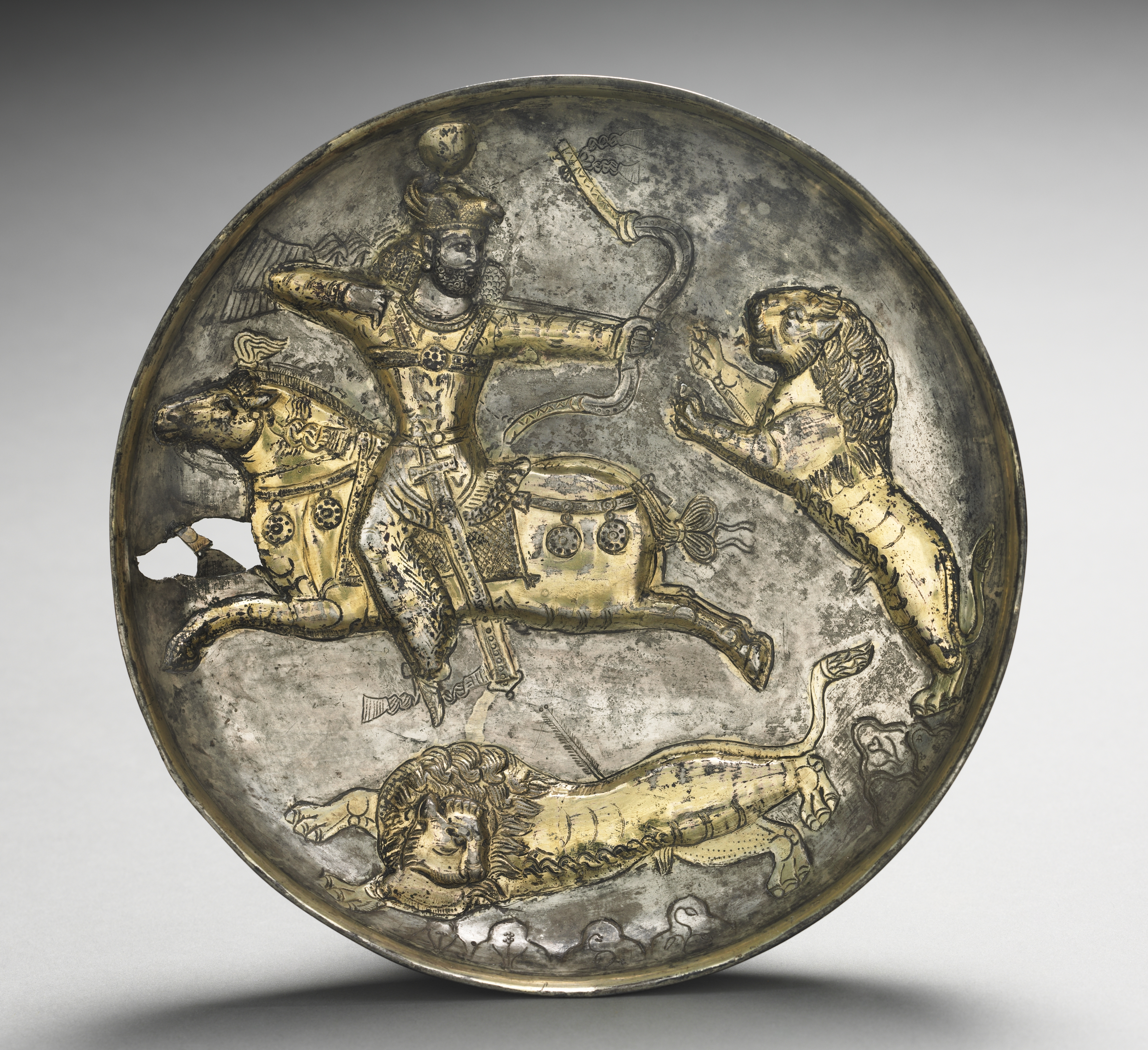
نقش هرمز دوم پادشاه ساسانی در حال شکار شیر با تیراندازی پارتی

تیراندازیِ پارتی نوعی روشِ نظامی است که با نام اشکانیان شناخته شده‌است.
سوارانِ اشکانی در نبردها، سوار بر اسبانی تیزرو، وانمود می‌کردند که در حال عقب‌نشینی از جبههٔ جنگ هستند. سپس، درحالی‌که اسب چهارنعل می‌تاخت، بدنِ خود را به سوی عقب برمی‌گرداندند تا به سوی دشمنی که در حالِ تعقیب آنها بود تیراندازی کنند. این شیوهٔ نظامی، نیازمند تبحر و مهارتِ فوق‌العادهٔ سوارکار بود، زیرا هنگامی که سوار به سوی عقب خم می‌شد تا تیر خود را پرتاب کند، با دو دستِ خود کمان را گرفته بود و تنها می‌توانست با تغییرِ فشارِ پاهای خود بر بدنِ اسب، آن را هدایت کند.
این روش به‌وسیلهٔ قبیله‌های اوراسیایی مانند سکاها، هون‌ها، ترک‌ها و مغول‌ها موردِ استفاده قرار می‌گرفت و در نهایت به‌عنوانِ روشی نظامی وارد ارتش‌های خارج از استپ اوراسیا شد.
نبردِ مهمی که در آن اشکانیان از این روش بهره جستند، نبرد حران (کاره) در شمال میانرودان بود. در آن نبرد، این روشِ تیراندازی عاملِ مهمی در پیروزیِ سپاهِ ایران بر سپاهِ روم به فرماندهیِ کراسوس بود.
این بخش از شعرِ ساموئل باتلر خطاب به همسرش اشاره‌ای به این شیوهٔ تیراندازی پارتی است:
«چون اشکانیان زخم بر من زنی

بدان هنگام که پروازکنان عقب می‌نشینی

با چشمانِ دورشونده‌ات مرا به خاک می‌فکنی».
در اشعار اراسموس جان میلتون و شاعران بزرگ رومی ازجمله ویرژیل نیز به این توانایی پارتیان اشاره شده‌است.